# Transdev Rheinland
Die Transdev Rheinland GmbH ist ein Verkehrsunternehmen des öffentlichen Personennahverkehrs in Nordrhein-Westfalen. Die hundertprozentige Tochtergesellschaft der Transdev GmbH firmierte bis zum 16. März 2015 unter dem Namen Veolia Verkehr Rheinland.
Das Unternehmen bietet seine Transportleistungen in den Geschäftsbereichen Rheinisch-Bergische Eisenbahn (RBE) und Taeter Aachen an.